# Protesilaus macrosilaus
Espèce
Protesilaus macrosilaus est une espèce d'insectes lépidoptères (papillons) de la famille des Papilionidae, de la sous-famille des Papilioninae et du genre Protesilaus.

## Taxonomie
Protesilaus macrosilaus a été décrit par John Edward Gray, en 1853, sous le nom de Papilio protesilaus var. macrosilaus. 
Synonyme : Eurytides macrosilaus.

### Sous-espèces
- Protesilaus macrosilaus macrosilaus ; présent au Honduras, au Guatemala, au Nicaragua et au Costa Rica.
- Protesilaus macrosilaus leucones (Rothschild & Jordan, 1906) ; présent en Colombie
- Protesilaus macrosilaus penthesilaus (C. & R. Felder, 1865) ; présent au Mexique, au Guatemala et au Salvador[1],[2].

### Noms vernaculaires
Il se nomme Five-striped Kite-Swallowtail en anglais.

## Description
Protesilaus macrosilaus est un grand papillon blanc veiné de jaune orné de fines lignes marron et caractérisé par, sur chaque aile postérieure une très grande queue, une lunule rouge en position anale et une ligne rouge doublant la ligne marron de l'angle au bord costal.

## Écologie et distribution
Il est présent au Mexique, au Honduras, au Guatemala, au Nicaragua, au Costa Rica, au Salvador, au Panama et en Colombie,.

### Protection
Pas de statut de protection particulier.